# Conotrachelus buchanani
Conotrachelus buchanani – gatunek chrząszcza z rodziny ryjkowcowatych.

## Zasięg występowania
USA i Kanada - występuje na obszarze od Quebecu na płn. po Karolinę Południową i Luizjanę na płd., na zach. sięgając po Illinois, Oklahomę i Arizonę.

## Budowa ciała
Osiąga 3,1 - 5,4 mm długości ciała.

## Biologia i ekologia
Roślinami żywicielskimi są gatunki z rodzaju wiązowiec.